# Nordland megye

Nordland elhelyezkedése Norvégiában

Nordland egyike Norvégia 19 megyéjének (norvégul fylke), Észak-Norvégia régió (norvégul Nord-Norge vagy Nord-Noreg) legdélibb megyéje. Korábbi neve Nordlandene amt. 
Északi szomszédja Troms, a déli Nord-Trøndelag, keleten a svéd Norrbotten megye, délkeleten a szintén svéd Västerbotten megye, nyugaton pedig a Norvég-tenger határolja. 
A megye közigazgatási központja Bodø. 1995 óta Nordlandhoz tartozik a távoli, sarkvidéki vulkanikus sziget, Jan Mayen is. 
A megye területén lévő hagyományos régiók: délen Helgeland (a sarkkörtől délre eső terület), középen Salten, délkeleten Ofoten, délnyugaton pedig a Vesterålen és Lofoten szigetcsoportja.

## Községek
Nordland megye területén 44 község osztozik (Jan Mayent leszámítva):
| 1. Alstahaug 2. Andøy 3. Ballangen 4. Beiarn 5. Bindal 6. Bø 7. Bodø 8. Brønnøy 9. Dønna 10. Evenes 11. Fauske 12. Flakstad 13. Gildeskål 14. Grane 15. Hadsel 16. Hamarøy 17. Hattfjelldal 18. Hemnes 19. Herøy 20. Leirfjord 21. Lødingen 22. Lurøy | 1. Meløy 2. Moskenes 3. Narvik 4. Nesna 5. Øksnes 6. Rana 7. Rødøy 8. Røst 9. Saltdal 10. Sømna 11. Sørfold 12. Sortland 13. Steigen 14. Tjeldsund 15. Træna 16. Tysfjord 17. Værøy 18. Vågan 19. Vefsn 20. Vega 21. Vestvågøy 22. Vevelstad |

Nordland megye jelentősebb települései (városai): zárójelben a városi rang megítélése és a 2023/2024. évi lakosságszám. A közigazgatásilag a településekhez tartozó, úgynevezett községi szintű területi egység (kommune), a kisebb falukkal együtt számolt népesség száma valamivel magasabb az alábbiakban megadottnál.
- Bodø (várossá nyilvánítás éve: 1816; a város lakosainak száma: 42,831)
- Mosjøen (várossá nyilvánítás éve: 1875–1961, majd 1998, a város lakosainak száma: 10,059)
- Narvik (várossá nyilvánítás éve: 1902, a város lakosainak száma: 14,051)
- Svolvær (várossá nyilvánítás éve: 1918-1964, majd 1996, a város lakosainak száma: 4,736)
- Mo i Rana (várossá nyilvánítás éve: 1923–1963, majd 1997, a város lakosainak száma: 18,755)
- Brønnøysund (várossá nyilvánítás éve: 1923–1963, majd 2000, a város lakosainak száma: 5,093)
- Sortland (várossá nyilvánítás éve: 1997, a város lakosainak száma: 5,609)
- Fauske (várossá nyilvánítás éve: 1998, a város lakosainak száma: 6,252)
- Sandnessjøen (várossá nyilvánítás éve: 1999, a város lakosainak száma: 6,056)
- Stokmarknes (várossá nyilvánítás éve: 2000, a város lakosainak száma: 3,496)
- Leknes (várossá nyilvánítás éve: 2002, a város lakosainak száma: 3,763)